# Cattedrale della Santissima Trinità (Oulu)
La cattedrale della Santissima Trinità (in finlandese: Pyhän Kolminaisuuden katedraali) è la cattedrale ortodossa della diocesi di Oulu. Si trova a Oulu, in Finlandia.

## Storia
L'edificio è stato progettato dall'architetto Mikko Huhtela ed è stato completato nell'estate del 1957. La chiesa è stata inaugurata nel mese di ottobre 1958 ed è stata dedicata alla Santissima Trinità. Una gran parte delle icone dell'iconostasi proviene dalla chiesa di Ägläjärvi, nell'ex comune finlandese di Korpiselkä, ceduto alla Russia in seguito alla Guerra d'inverno.
La chiesa è stata elevata a cattedrale nel 1980, in seguito all'erezione, nel febbraio del 1979, della diocesi ortodossa di Oulu per volere del sinodo della chiesa ortodossa finlandese, in accordo con il Patriarca ecumenico di Costantinopoli.